# Alcis silvicola
Alcis silvicola là một loài bướm đêm trong họ Geometridae.